# Lights
Lights Poxleitner (nascuda com a Valerie Anne Poxleitner; 11 d'abril de 1987), és una cantautora canadenca, guanyadora d'un premi Juno. Millor coneguda per les seves composicions i presentacions de synthpop, en cançons com ara "Drive My Soul", "Ice", "Saviour", "Second Go" i "February Air".

## Primers anys
Lights va néixer a Timmins, Ontario. Va ser criada per pares missioners i va passar gran part de la seva infància en diverses parts del món, des de l'Argentina fins a Jamaica. És de descendència alemanya i austríaca. Actualment viu a Toronto.
Quan es va preguntar a si mateixa en una autoentrevista, sobre quan va escriure la seva primera cançó va dir: “Tenia 11 anys, i vaig aprendre tres acords a la guitarra. Va ser la primera vegada que realment vaig aprendre a tocar la guitarra i jo volia escriure una cançó. Aleshores, vaig anar amb ma mare i li vaig dir que escollís un número entre l'1 i els 150 i ella digué 5 o alguna cosa així, no puc recordar ben bé el número, però vaig obrir la bíblia i hi havia 150 salms, per tant vaig agafar el número que ma mare havia escollit i vaig escriure una cançó amb aquell salm i així va començar la cosa més gran de la meva vida”. En el seu canal de YouTube, Lights digué: "Des que era una nena em vaig moure molt pel món. Per trobar alguna forma de consistència, vaig haver de trobar un lloc que sempre fos el mateix. Inventar música es va convertir en aquell món. Tot va començar amb mi i una guitarra. Després, vaig passar a la bateria, el piano i després al teclat. Quan me’n vaig començar a adonar de les il·limitades possibilitats que els instruments sintètics em presentaven, vaig invertir en un petit mesclador de 8 canals. Tenia 13 anys. Vaig començar el procés de transmetre allò que tenia al meu cap, a quelcom sòlid.”

## Carrera musical
Lights és una compositora per a Sony/ATV Music Publishing. Prop del 2008, Lights va fer gires per ciutats en la regió de Great Lakes, al Canadà i als Estats Units. En Agost del 2008, Lights signà un contracte amb Underground Operations, així com la signatura d'una aliança amb Doghouse Records. Per la mateixa època, la seva cançó “Drive My Soul” assolí el lloc número 18 al Canadian Hot 100 en 2008. El seu següent single, "February Air", fou llençat el 9 de desembre de 2008 i assolí el #3 a la llista de MuchMusic. La banda en directe està composta per Adam Weaver (sintetitzador) i Maurice Kaufmann (bateria). En 2009, Lights llençà el seu tercer senzill a Canadian Radio anomenat "Ice" amb un vídeo fet per ella mateixa, publicat al seu MySpace.

### En gira
Estigué de gira al Canadà, als Estats Units, i al Regne Unit. Al setembre del 2009, Lights estigué de gira amb la banda britànica Keane, i al març de 2010 amb el grup synthpop Owl City a Europa. En Març del 2010, Adam Young (Owl City) va fer un remix de la cançó Saviour de Lights, per al seu EP "Saviour".

### Premis i nominacions
Lights ha obtingut fins ara 8 nominacions les quals n'ha guanyat cinc.
Canadian Radio Awards
| Any  | Treball nominat | Categoria                                            | Resultat  |
| ---- | --------------- | ---------------------------------------------------- | --------- |
| 2009 | Drive My Soul   | Best New Group/Solo Artist Hot AC of the Year        | Guanyador |
| 2009 | Drive My Soul   | Best New Group/Solo Artist Mainstream AC of the Year | Guanyador |

Indie Awards
| Any  | Treball nominat | Categoria                           | Resultat  |
| ---- | --------------- | ----------------------------------- | --------- |
| 2009 | Drive My Soul   | Astral Media Radio Favourite Single | Guanyador |
| 2009 | Lights          | Favourite Solo Artist               | Guanyador |

| Any  | Treball nominat | Categoria              | Resultat |
| ---- | --------------- | ---------------------- | -------- |
| 2010 | Drive My Soul   | Video of the Year      | Nominat  |
| 2010 | Lights          | Pop Artist of the Year | Nominat  |

Juno Awards
| Any  | Treball nominat | Categoria              | Resultat  |
| ---- | --------------- | ---------------------- | --------- |
| 2009 | Lights          | New Artist of the Year | Guanyador |

| Any  | Treball nominat | Categoria             | Resultat |
| ---- | --------------- | --------------------- | -------- |
| 2010 | The Listening   | Pop Album of the Year | Nominat  |

## Altres aparicions i col·laboracions
Lights apareix com a cantant en tres temes inclosos en EP, All The Time in the World: "Meant for Each Other," "Home Is Where the Heartache Is", i "I Was Always Thinking of You." També apareix a la cançó de The Tremulance: "You Got The Girl". Apareix a l'àlbum de Ten Second Epic, Hometown, i també al soundtrack per la pel·lícula canadenca del 2008 One Week, protagonitzada per Joshua Jackson.

## Influències musicals i contemporànies
En una entrevista al setembre de 2007, Lights va indicar com a la seva influència primària a Björk. També va declarar el seu entusiasme pel compositor Phil Collins i la música d'ABBA, i en particular la producció europea de fantasies.
Al seu canal de Youtube, Lights ens fa una descripció de la seva música classificant-la com a "Música electro Inter-galàctica”
El senzill "February Air" va vendre 12,000 còpies a principis del 2008, després va aparèixer a un anunci d'Old Navy.

## Contribucions i covers
És coneguda pel cover de "Don't Matter" d'Akon, ""In The Air Tonight" de Phil Collins i "I Want It That Way per The Backstreet Boys
Al febrer de 2009, va fer un cover de The Architects "I Can't See The Light" a YouTube.
Al setembre de 2009, va fer un cover de la banda Coldplay "Lost" a YouTube.
Va contribuir amb la seva veu a la banda de metalcore Bring Me The Horizon en les cançons: Crucify Me i Don't Go de l'àlbum There Is a Hell, Believe Me I've Seen It. There Is a Heaven, Let's Keep It a Secret

## ONG
Lights recolza l'ONG de Toronto "Skate4Cancer", i va enregistrar i gravar una cançó anomenada "Year of the Cure" per al seu ús. Lights també dona suport a the World Vision 30 Hour Famine.

## Vida Personal
El 12 de maig del 2012, Lights es va unir en matrimoni amb Beau Bokan, el vocalista de la banda de metalcore Blessthefall.

## Filmografia
| Televisió | Televisió                               | Televisió      | Televisió                |
| Any       | Pel·lícula                              | Personatge     | Notes                    |
| --------- | --------------------------------------- | -------------- | ------------------------ |
| 2009–2010 | Audio Quest: A Captain Lights Adventure | Captain Lights | (Short film series, MTV) |
| 2010      | The City                                | Ella mateixa   | MTV                      |

## Discografia

### Àlbums d'estudi
| Any  | Detalls de l'àlbum | Posicions a les llistes | Posicions a les llistes | Posicions a les llistes |
| Any  | Detalls de l'àlbum | CAN                     | US                      | US Heat                 |
| ---- | --- | ----------------------- | ----------------------- | ----------------------- |
| 2009 | The Listening - Data de llançament: 22 de Setembre, 2009 - Discogràfica: Lights Music - Formats: CD, descàrrega digital | 7                       | 129                     | 4                       |
| 2012 | Siberia - Data de llançament: 4 d'Octubre, 2011 - Discogràfica: Lights Music                                            |                         |                         |                         |

### EP
- 2008: Lights
- 2010: Lights.Acoustic

### Senzills
| 2008                                       | "Drive My Soul" | 18 | Lights        |
| 2008                                       | "February Air"  | 90 | Lights        |
| 2009                                       | "Saviour"       | 38 | The Listening |
| 2009                                       | "The Listening" | –  | The Listening |
| 2009                                       | "Ice"           | 65 | The Listening |
| 2010                                       | "Second Go"     | 54 | The Listening |
| 2010                                       | "My Boots"      | 56 | TBA           |
| "—" denota que no va entrar a les llistes. |                 |    |               |